# 福原紀彦
福原 紀彦（ふくはら ただひこ、1954年2月22日 - ）は、日本の商法学者、弁護士、日本私立学校振興・共済事業団理事長。中央大学総長・学長、大学スポーツ協会会長、日本資金決済業協会会長、共栄火災海上保険取締役、アイネス取締役、宇部興産取締役、CTW取締役、投資信託協会理事等を歴任。滋賀県出身。

## 略歴
滋賀県立彦根東高等学校、中央大学法学部卒業。同大学大学院法学研究科民事法専攻博士前期課程修了後、同博士後期課程を単位取得満期退学（指導教授は戸田修三）。
杏林大学社会科学部助手、同学部助教授、中央大学法学部助教授、1995年同学部教授。2004年中央大学大学院法務研究科（法科大学院）。
2007年11月から２期４年間、中央大学大学院法務研究科長（法科大学院長）を務め、2008年5月から学校法人中央大学理事。2011年11月6日、中央大学学長及び学校法人中央大学総長に就任した。
2012年に中央大学横浜山手中学校での不正合格者の合格取消しを指示し、久野修慈理事長の理事長職解任を主導したが、学校法人中央大学の一部関係者から批判を受け、総長職については2013年6月に辞任した。学長職は2014年11月に任期満了となり、酒井正三郎が後任の学長兼総長に就任した。
2017年に再び学長選挙で学長に選出されたが、学校法人中央大学の理事会で学長選任が否決されたため、酒井正三郎学長兼総長が任期満了後も学長職を継続した。しかし、全学部の教職員が学長選挙の結果を尊重するように決議するなどし、また2018年4月22日に再度実施された学長選挙でも福原紀彦が当選したことから、5月26日に開催された理事会で学長に選任され、翌27日に中央大学学長に再度就任した。なお、総長については、総長制度が廃止される2021年10月まで酒井正三郎が務めた。
また2009年から投資信託協会理事、2010年から資金決済業協会（現日本資金決済業協会）会長、2017年から共栄火災海上保険取締役、2018年からアイネス取締役を務めた。2022年7月より日本私立学校振興・共済事業団理事長に就任し、これに伴って中央大学大学院法務研究科教授を退任、同研究科客員教授に着任した。
その他、公認会計士試験試験委員、放送大学客員教授、法科大学院協会理事、防衛省防衛施設中央審議会委員・会長、文部科学省大学設置・学校法人審議会委員、日本私立大学連盟理事・常務理事、大学基準協会理事、日本資金決済業協会理事・会長、投資信託協会理事、日本学生野球協会評議員等を歴任。
中央大学硬式野球部部長も務め、東都大学野球連盟理事・副理事長を経て、2017年理事長に就任。2021年大学スポーツ協会会長、宇部興産取締役監査等委員。私学研修福祉会理事長なども歴任。

## 著書
- 『現代商法I総則・商行為』（共著、八千代出版、1993年）
- 『会社法』（共著、学陽書房、2004年）
- 『企業法務戦略』（編著、中央経済社、2006年）
- 『会社法（新訂版）』（共著、学陽書房、2006年）
- 『新商法総則・商行為法講義ノート（第3版）』（文真堂、2009年）
- 『会社法講義ノート（補訂版）』（文真堂、2009年）